# Philodryas olfersii
Philodryas olfersii, popularmente conhecida como cobra-verde, cobra-cipó ou cobra-cipó-verde é uma espécie sul-americana de serpente da família dos colubrídeos. Tais répteis medem cerca de 1 metro de comprimento, possuindo o corpo verde, sendo o ventre mais claro que o dorso.

## Peçonha
Assim como todas as serpentes do gênero Philodryas, a Philodryas olfersii possui uma peçonha inoculada pela sua dentição opistóglifa, que apesar de não ser um dente muito eficaz para inocular peçonha, caso a serpente venha picar um ser humano pode trazer complicações graves, podendo causar edemas, hemorragia, necrose, e também levar a óbito, tendo sido um caso registrado documentalmente.